# Dodda Iggalur, Malur
Dodda Iggalur là một làng thuộc tehsil Malur, huyện Kolar, bang Karnataka, Ấn Độ.